# Улица Хромова (Тверь)
Улица Хромова находится в Заволжском районе Твери. Идёт от Санкт-Петербургского шоссе, пересекает улицу Паши Савельевой и выходит на улицу 1-ю Вагонников. Улица Хромова стала застраиваться в 1929 году в связи с прокладкой железнодорожной ветки на торфяные разработки Васильевский Мох. Старое название улицы — Васильевская ветка. Переименована в 1968 году в честь Алексея Дмитриевича Хромова (1885—1949), активного участника революционного движения в Твери, в октябре 1917 года члена Тверского ревкома, первого советского директора Тверского вагоностроительного завода. В послевоенные годы улица Хромова начала застраиваться многоэтажными домами.